# Resolució 1888 del Consell de Seguretat de les Nacions Unides
La Resolució 1888 del Consell de Seguretat de les Nacions Unides fou adoptada per unanimitat el 30 de setembre de 2009 

## Resolució
El Consell de Seguretat va decidir aquest matí demanar específicament a les missions de manteniment de la pau per protegir les dones i els nens de l'abús sexual desenfrenada durant els conflictes armats, ja que va demanar al Secretari General que designés un representant especial per coordinar una sèrie de mecanismes per lluitar contra el crim.
La secretària d'Estat dels Estats Units Hillary Clinton, que ostenta la Presidència de setembre de l'organisme de 15 membres, el Secretari General de les Nacions Unides, Ban Ki-moon, els ministres nacionals i altres representants dels membres del Consell van elogiar l'aprovació unànime de la resolució 1888 (2009) com un pas substancial en molts fronts.
Entre altres mesures, la resolució va demanar al Secretari General que desplegués ràpidament un equip d'experts a situacions de particular interès en matèria de violència sexual, treballar amb el personal de les Nacions Unides sobre el terreny i els governs nacionals per enfortir l'estat de dret.
Per altres termes del text, el Consell va afirmar que consideraria la prevalença de violació i altres formes de violència sexual en imposar o renovar sancions específiques en situacions de conflicte armat.
Per tal de millorar l'eficàcia de les mesures de protecció de dones i nens per part de missions de manteniment de la pau, el Consell va decidir identificar els assessors de protecció de dones entre els consellers de gènere i les unitats de protecció dels drets humans. Altres disposicions del text incloïen l'enfortiment del seguiment i la informació sobre la violència sexual, l'assessorament de les forces de manteniment de la pau, les forces nacionals i la policia i les crides per impulsar la participació de les dones en la construcció de pau i altres processos posteriors a conflictes.